# Johnny Wactor

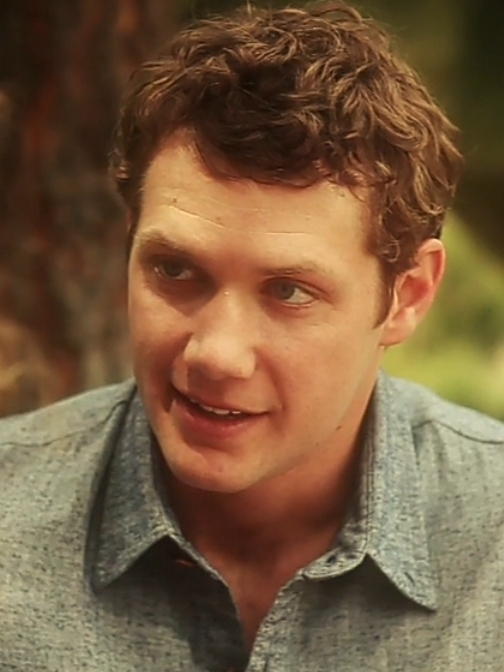
Johnny Wactor im Jahr 2012

Johnny Wactor (* 31. August 1986 in Charleston als John William Wactor III; † 25. Mai 2024 in Los Angeles) war ein US-amerikanischer Schauspieler. Er ist für seine Rollen als Brando Corbin in der Serie General Hospital und als Johnny in der NBC-Serie Siberia bekannt. Er hatte auch Rollen in der Serie Army Wives und den Filmen USS Indianapolis: Men of Courage und Supercell. Wactor wurde im Alter von 37 Jahren in der Innenstadt von Los Angeles ermordet.

## Leben
John William Wactor III wurde am 31. August 1986 in Charleston, South Carolina, geboren. Er hatte zwei Brüder, Lance und Grant. Er wuchs in Summerville, South Carolina, auf, wo er 2004 die Summerville High School abschloss. Anschließend schloss Wactor im Mai 2009 das College of Charleston mit einem Bachelor of Science in Betriebswirtschaft und einem Bachelor of Arts in Spanisch ab.

### Karriere
Wactor zog nach Los Angeles, um als Schauspieler zu arbeiten. Sein Fernsehdebüt gab er 2007 mit Army Wives. Wactor spielte von 2020 bis 2022 Brando Corbin in der Serie General Hospital. Er spielte auch Johnny in der Serie Siberia und hatte Rollen in den Filmen USS Indianapolis: Men of Courage und Supercell. Wactor hatte eine Synchronsprecherrolle im Videospiel Call of Duty: Vanguard.

### Privates und Tod
Wactor war früher mit der Schauspielerin und Regisseurin Tessa Farrell verlobt, mit der er seit 2013 zusammen war, aber ihre Beziehung endete Ende der 2010er Jahre. Berichten zufolge war Wactor danach mit der Schauspielerin Kaitlin Sullivan zusammen, die in Fresh Off the Boat mitspielte, aber das Paar trennte sich später. Zum Zeitpunkt seines Todes arbeitete er als Barkeeper.
Nach Beendigung seiner Schicht als Barkeeper wurde Wactor am 25. Mai 2024 an der Ecke West Pico Boulevard und South Hope Street in der Innenstadt von Los Angeles getötet, als er auf drei Männer traf, die versuchten, den Fahrzeugkatalysator aus seinem Toyota Prius zu stehlen. Wactor begleitete eine Kollegin zu ihrem Auto, als er die Männer sah, und glaubte Berichten zufolge zunächst, sie würden sein Auto abschleppen. Laut seinem Bruder schirmte Wactor seine Kollegin mit seinem Körper ab, als er merkte, was passierte, und wurde von einem der Männer erschossen, die versuchten, den Fahrzeugkatalysator zu stehlen. Die drei Männer flüchteten anschließend vom Tatort und Wactor wurde in ein Krankenhaus gebracht, wo er für tot erklärt wurde. Johnny Wactors Beerdigung fand am 16. Juni 2024, drei Wochen nach seiner Ermordung, in der Summerville Baptist Church in Summerville, South Carolina, statt. Am 15. August 2024 wurden vier Männer im Zusammenhang mit Wactors Ermordung festgenommen. Vier Tage später erhob die Staatsanwaltschaft Anklage wegen Mordes gegen zwei der Männer, die mit einer Straßengang in South Los Angeles in Verbindung standen. Gegen die beiden anderen Männer wurden geringere Vergehen erhoben.

## Filmografie
Spielfilme
- 2010: The Grass Is Never Greener (Kurzfilm)
- 2010: Lover’s Speed (Kurzfilm)
- 2011: GoldenBox (Kurzfilm)
- 2011: Snap Judgment
- 2011: Roundhay Hall (Kurzfilm)
- 2011: Synchronicity (Kurzfilm)
- 2012: The Con-Artist (Kurzfilm)
- 2012: The Proposal (Kurzfilm)
- 2012: Mr. and Mrs. Kill (Kurzfilm, Stimme)
- 2014: Menthol
- 2014: Ever
- 2014: Life, Perfected (Kurzfilm)
- 2015: Flyover States (Kurzfilm)
- 2015: A Most Suitable Applicant (Kurzfilm)
- 2016: The Interrogation (Kurzfilm)
- 2016: USS Indianapolis: Men of Courage
- 2017: F***, Marry, Kill (Kurzfilm)
- 2018: Cold Soldiers
- 2018: Boy Crazy (Kurzfilm)
- 2019: Anything for You, Abby (Kurzfilm)
- 2020: The Relic (Kurzfilm)
- 2022: Broken Riders (Kurzfilm)
- 2023: Trapper’s Edge
- 2023: Supercell
- 2024: Dead Talk Tales: Volume 1

Fernsehserien
- 2007–2009: Army Wives (3 Folgen)
- 2010–2016: Hollywood Girl (8 Folgen)
- 2013: Siberia (11 Folgen)
- 2015: Agent X (Folge „Truth, Lies and Consequences“)
- 2016: Vantastic (3 Folgen)
- 2016: Animal Kingdom (Folge „Man In“)
- 2017: Training Day (Folge „Code of Honor“)
- 2017: Criminal Minds (Folge „In the Dark“)
- 2017: Sisters of the Groom (Fernsehfilm)
- 2017: Struggling Servers (Folge „The Move“)
- 2017–2018: Age Appropriate (3 Folgen)
- 2018: Disillusioned (Fernsehfilm)
- 2019: Navy CIS (NCIS, Folge „The Last Link“)
- 2019: The OA (Folge „Angel of Death“)
- 2020: Westworld (2 Folgen)
- 2020: The Passenger (3 Folgen)
- 2020–2022: General Hospital (164 Folgen)
- 2023: Station 19 (Folge „Even Better Than the Real Thing“)
- 2023: Barbee Rehab (7 Folgen)

## Videospiele
- 2021: Call of Duty: Vanguard (Stimme)